# José Perpiñán Artíguez
José Perpiñan Artiguez, també conegut amb el cognom dArtigues (Sogorb, 24 de gener del 1863 - ?) fou un músic il·lustre, mestre de capella, i sacerdot.
Des de molt infant va pertànyer a la capella de la catedral sogorbina, i el seu oncle Juame Perpiñan li va fer de mestre de solfeig. Va participar en el cor infantil de la catedral de Sogorb, on va estudiar harmonia, composició, piano i música sagrada, sota la batuta del mestre de capella Valerio Lacruz. Més tard va ser nomenat contrabaixista de la Capella sense deixar de banda els estudis clàssics, en què obtingué unes magnifiques qualificacions acadèmiques, mentre també estudiava composició i orgue.
Quan tenia 18 anys va participar en les oposicions per al magisteri de la capella de Sogorb, arran del traspàs de Valerio Lacruz. El jurat va quedar molt sorprès de les respostes i solucions als problemes que li plantejà i Joan Baptista Guzmán, mestre de capella de la Catedral de València, va decidir emportar-se'l amb ell per a instruir-lo degudament en la música sagrada. Guanyà la plaça de Sogorb el 1886, després del traspàs d'Antonio Lacruz. A mesura que publicà les seves obres, Perpiñán va anar fent-se un lloc en el repertori compositiu de música eclesiàstica hispànica; la seva obra manuscrita es conserva a l'arxiu de la catedral de Sogorb. Va transcriure diverses obres de Ginés Pérez i redactà una «Cronologia de los Maestros de Capilla y organistes de la Catedral de Segorbe», que Felip Pedrell publicà a la revista La Música religiosa en España.
És autor d'una Missa de Glòria a 4 veus, del Motete cantate Domino, d'un Miserere, d'una Missa de Rèquiem de clàssic sabor gregorià, i altres notabilíssimes composicions.